# Коштана (драма)
Коштана је драма српског књижевника Борисава „Боре” Станковића. Представља једно од најчешће играних и најрадије гледаних комада у српским позориштима. Сачињена је од четири чина. Садржи многе теме српског фолклора и патријархалних обичаја који су били присутни у касном 19. веку.

## Стварање
Први пут је трећи чин објављен у часопису Звезда као позоришна игра у четири чина. Станковић је ово дело написао када је имао око 24 године, али га је више пута преправљао све до коначне верзије коју је објавио као засебну књигу 1924. године. Верзија из ове године је послужила за сва друга штампања. Први пут је ова драма штампана у целости 1902. године у Српском књижевном гласнику.

## Заплет
Драма је састављена од четири чина.

### Први чин
Почиње немиром у Хаџи Томиној кући. Његове ћерке причају о свом брату, Стојану, како проводи дане уз Коштану, ромску певачицу, што изазива велику бригу породици. Отац Хаџи Тома бесан је што му син проводи толико времена са лепом певачицом, а свој бес преусмерава ка својој жени Кати, окривљујући је за синовљево понашање. Убрзо се појављује Арса, председник општине и брат Миткета, који је такође често са Коштаном. Хаџи Тома и Арса расправљају о Коштани, Тома говори како је време да Арса предузме нешто, међутим Арса се правда да не може ништа да уради, јер се уз Коштанину песму сви веселе, певају и пуцају. Како не проналазе начин да престане весеље, као једину алтернативу виде да се Коштана присилно уда и да ће се само тако смирити ситуација у вароши. Први чин се завршава доласком полицајца који говори да је Стојан одвео Роме и друштво у Собин, на породично имање, што Хаџи Тому љути, па брзо одлази тамо, спреман да убије сина, док његова преплашена жена Ката остаје кући и моли се Богу.

### Други чин
Место другог чина је Собин, породично имање од Хаџи Томе. На овом имању налазе се и слуге, Магда и Марко, који су весело дочекали њиховог младог газду Стојана, друштво, Роме и Коштану. Весеље доминира овим чином, а Митке од Коштане наручује "његову" песму.
Долазак бесног Хаџи Томе са пушком плаши веселе људе, али Магда успева да га смири. Она настоји да пробуди његова друга осећања и исказује му велико поштовање. Након Миткетовог указивања на обичаје, Хаџи Тома се смирује и седа. Коштанино певање враћа га у младост.
Посебан однос имају Стојан и Коштана, опсесивна заљубљеност Стојана у Коштану. Стојан је растрзан између тога што је воли и тога што зна да никада не може бити његова, да је не може оженити. Он не обећава Коштани да ће оставити породицу због ње јер његово деловање је потпуно онемогућено. Коштана се према њему понаша заштитнички, она га одговара од сукоба са оцем, одбија његов новац и говри му да не треба да је воли. Стојан се покорава очевом ауторитету и одлази кући без икаквог преког погледа.

### Трећи чин
Поново се приказује Хаџи Томин дом. Стојанова сестра Стана му саопштава да је отац читаву ноћ провео у весељу са Коштаном и да се променио. Стојан бесни, а затим бес пребацује на мајку. Мајка Ката му говори да треба да се ожени и да доведе девојку у кућу, да је читав свој живот посветила њему.
| „                            | СТОЈАН: Што си ме родила... КАТА: Па мајка, сине, за срећу те је родила. Да има у кога да гледа, у кога да се куне. Мајка родила, очувала, па мајка и да ожени, да снаху, одмену добије. Да и она, као и све њене другачке, са снахом у цркву пође, у свет изиђе, у госте да оде; па и она госте у кући да дочека, испрати. Да јој је кућа, синко, с тобом отворена. За срећу те мајка родила. Да мајка с тобом живот проживи, кад није с оцем ти. А с њиме – црни мој живот! Од њега никад божја, блага реч, само вика. (стиска се за главу): Од страха ми, синко, већ памет изиђе. | ” |
| — Борисав Станковић, Коштана | |   |

Хаџи Тома ужива са Коштаном и Ромима. Поред одбацивања сина, одбацује и жену, говори да је никад није ни имао. Арса уз помоћ Коштане успева да изведе Роме из хаџијске куће. Радња се премешта у Миткетову башту. Он на захтев свог брата одлази кући, али са собом води и Роме. Његова туга и мука је у томе што се осећа усамљеним. Помишља и да се убије, али га у томе спречава његов брат Арса.
Арса наређује да се Коштана уда за бањског Рома по имену Асан. Коштанина мајка једина се успротставља Арси, клечи, моли, али Арса није посустао у својој одлуци. Њена мајка, Салче, молила га је од страха, викала да је Коштана премлада за брак, бојала се шта ће јој се десити.

### Четврти чин
Четврти чин се одиграва у ромској махали. Коштана чека под надзором полицајаца да Асан дође и одведе је. Осећа се беспомоћно, немоћно и бесно. Она кида одећу, уништава је, наружава сопствено лице. Кмет је напушта. Затим се појављује Стојан који је позива да заједно пођу у свет, где ће она бити само његова. Она не пристаје, не жели да ико укида њену слободу. Одриче се љубави, говори да никога није волела. Жели да остане апсолутно своја и одбија патријархалне захтеве. Стојан тужно одлази.
Коштана другачије види Миткета, моли га да је не да никоме. Међутим, Митке на њене молбе одговара да мора да буде разумна и да се помири са својом судбином. Говори јој да јој плач и очај неће ништа добро донети. На наредбу полиције, она одговара са прекором и гордошћу. Изговара да ће све сама, а уплаканој мајци говори да ћути. Решена је да издржи оно што јој је суђено.
| „                            | МИТКА (гануто, прилази јој): Немој да плачеш. Слуза не помага! (клече до ње и диже јој уплакану главу): Слушај, батка шта ће да ти збори: Батка дете неје. Батка је млого видеја, млого преко своју главу префрљија. (показује на земљу): Одавде, Коштан, по тамо – нема! И цел век тој је! Зар се ја не подавах, ја не држах? Аја! Мој брат, да ме је на паранпарче секаја, па опет, не бих му се подаја. Али пошто он моли и вика: или да га убијем, или да га више по механе не срамотим и не резилим – е с’с туј његову молбу – закла ме. Ја, Коштан, у мој живот још бробињка несам нагазија, а камоли на брата руку да дигнем. Брат је брат! Једно млеко смо сисали од нашу слатку мајчицу. И боље ја, него он! Више у механу – не! Вино – не! Песна – не! Дом, уз огњиште! (барата по појасу, тражећи кесу с новцем): И с’г Коштан, остај ми с’с здравје! Срећан ти пут! Путуј! И ја ћу да путујем! Дома ћу, кући... И, жив из њума нећем да изиђем. Мртвога ће ме изнесев... Аха, камо батка да ми те дарује. (Вади из кесе новаца.) | ” |
| — Борисав Станковић, Коштана | |   |

## ОКоштаниБорисава Станковића
Јован Скерлић с узбуђењем говорио је о овом књижевном делу. Описивао је трагични карактер драме и како "човеку срце остаје стегнуто" док прати радњу. Последњи чин, Скерлић назива "мртвачки тужним". Цела Коштана је тужна историја згажених срца и промашених живота. Сви ти људи много се веселе, али нико од њих није весео. У сваком од њих одиграва се вечита трагедија, стара као свет: јединка која тражи сву љубав, сву срећу, потпун, интензиван, слободан живот. Хаџија, који је преставник старог и деспотског, патријархалног морала, јечи што су му родитељи наметнули "стару, мртву, ледну и плачљиву". Весели Митко куне своју породицу. Стојана младост остави раздераног срца. Коштана са клетвом полази за Асана и улази у живот. Сви као једна душа јецају: "Беше моје".
| „                                              | Чудна нека носталгична поезија загрева цело ово дело. То је она иста поезија што се налази у нашим народним песмама, нарочито босанским севдалинкама, које су и методичног Гетеа могле загрејати. У тој поезији има нечег топлог, дубоког, болног; она изражава ону љубав која је јача од смрти и која се изједначује са смрћу. Има ту нечега што долази од наше меке, женске, осетљиве расе словенске, она уздржана и сакривена емоција људи који су много патили и који се све у срце повлаче. Има и нечег сензуалног, плахог, што нам је остало од Турака. Ова је поезија заразна, ако се тако може рећи, она је опојна као какав источњачки мирис, она у дубинама срца изазива већ давно умукла осећања, онако као што су под ветровима еолске харфе изводиле тајанствене мелодије. Наши стари су ту поезију боље осећали но ми; наши дедови и оцеви знали су шта је то севдах. Ми смо за то искуство сувише малокрвни, суви и сложени. Они су могли да вену и умиру од тих рана. Ми само још у песмама осећамо. | ” |
| — Јован Скерлић, О Коштани Борисава Станковића | |   |

## Позориште
Драма је први пут изведена 22. јуна 1900. године у Народном позоришту у Београду. Редитељ је био Чича Илија Станојевић, који је истовремено играо Митку. Коштану је глумила Зорка Тодосић, а музички аранжман је урадио Фрањо Покорони. Прво извођење драме било је неуспешно, јер је било мало публике, лоших критика и незадовољство Станковића. Постоји и аудио-запис у коме Чича Илија Станојевић игра Миткета у Фонотеци радио Београда.
После овога Станковић врши око осамдесет промена у комаду и у дидаскалијама.
Године 1924. године Станковић слави тридесет година књижевног стваралаштва и бира Коштану да се поново штампа. Коштану је играла глумица Драга Спасић, а Хаџи Тому Димитрије Гинић. 7. априла 1928. године дешава се нова премијера драме у режији Димитрија Гинића. Први пут, уместо Чича Илије, Миткета глуми други глумац Никола Гошић, а Коштану Софија Новаковић.

## Инспирација за лик Коштане
Инспирацију за лик Коштане била је Ромкиња из Врања по имену Малика, која је с оцем и братом певала по кафанама и приватним слављима, а због лепоте и шарма се прочула надалеко.
Борисав Станковић у је у свом делу описао да надимак дугује "крупним очима као у кошуте". О томе да ли су се писац и она заправо срели, постоје различите верзије. По једној, то се догодило само једном, јер је писац тад био гимназијалац и у механу у којој је Малика певала дошао је само једном, да би се уверио у њену лепоту. По другој причи, оној коју је после Станковић подржао, одрастајући у Врању је чуо за лепу ромску певачицу, јер је њена трупа била најбоља и најчешће позивана да наступа по кућама имућних Врањанаца, али је пре писања није видео. Њихов сусрет одиграо се у једној кафани у Врањској Бањи, тек након што се Коштана већ играла у позориштима широм Србије.
Коштана је била врло популарна певачица, по сопственим исказима, певала је и краљевима Петру и Александру Карађорђевићу. Врањанци су наставили да је зову Коштана, што значи "кестен", а "Коштан" је неко ко је чврст и једар. У старости је говорила да не воли ни Станковића, ни новинаре, јер како каже мрзи их што пишу о њој и разносе је по целом свету, а она никоме није ништа нажао учинила и да то не заслужује.

## Ликови
- Хаџи Тома
- Ката, жена Хаџи Томина
- Стана, кћи Хаџи Томина
- Стојан, син Томи Хаџија
- Арса, председник општине
- Васка, кћи Арсина
- Коца, другарица њена
- Митка, брат Арсин
- Марко, воденичар Томин
- Полиција, старешина над пандурима
- Пандур
- Кмет
- Гркљан, Ром, свирач, отац Коштанин
- Курта, ромски пандур
- Коштана, Ромкиња, певачица и играчица
- Салче, мати Kоштанина

## Адаптације
Текст је транспоновао Петар Коњовић у истоимену оперу чије је прво извођење било 1931. године у Загребу. Снимљен је истоимени филм 1976. године у режији Славољуба Стефановића.